# Pivdennoukraiinsk
Pivdennoukraiinsk (în ucraineană Південноукраїнськ) este oraș regional în  regiunea Mîkolaiiv, Ucraina.  

## Demografie
Componența lingvistică a orașului Iujnoukraiinsk
     Ucraineană (66,52%)
     Rusă (31,37%)
     Alte limbi (0,46%)
Conform recensământului din 2001, majoritatea populației orașului Iujnoukraiinsk era vorbitoare de ucraineană (66,52%), existând în minoritate și vorbitori de rusă (31,37%).